# محمد إبراهيم عياش (شاعر)
محمد إبراهيم عيّاش (1947) شاعر سوري. ولد في مدينة درعا ودرس فيها. حصل على شهادة دبلوم المعهد الهندسي للمساحة. عمل مدرّسًا في مدارس محافظة درعا، ثم تفرّغ للأعمال الحرّة والتجارة. نشر شعره في الصحف والمجلات السورية وهو عضو بجمعية الشعر في اتحاد الكتاب العرب منذ 1994. له دواوين شعرية عديدة.

## سيرته
ولد محمد إبراهيم عياش في سنة 1347 هـ/ 1947 بدرعا. حصل على الشهادة الثانوية العامة بفرعيها العلمي والأدبي وعلى دبلوم في هندسة المساحة/الطبوغرافيا.

عمل مدرّسًا في مدارس المحافظة. ثم تفرّغ للعمل الحر والتجارة حيث يعمل بتجارة الأخشاب وصنع المستلزمات المنزلية الخشبية، والأثاث المنزلي وأعمال الديكور. 

## مهنته الأدبية
يكتب الشعر منذ منذ فترة الشباب الأولى في 1962 وأن أول قصيدة شعرية مكتملة العناصر كتبها كانت في سنة 1963 وهي لا ترض الوعود عن فلسطين. ينظم الشعر الموزون بنوعيه العمودي والتفعيلة وقليل من الشعر النّبطي. تابع نظم الشعر ونشره في العديد من الصحف والمجلات المحلية وله دواوين شعرية عديدة. هو عضو في كل من اتحاد الكتاب العرب و المكتب الفرعي في فرع الاتحاد بدرعا، وأمين الصندوق ومكلف بالمحاسبة. واتحاد الصحفيين السوريين واتحاد الكتاب الجزائريين (عضو شرف)
وعضو وأمين سر جمعية العاديات، فرع درعا.

## مؤلفاته
من دواوينه الشعرية المطبوعة:
- وتريات فوق الرمال، 1991
- بين أمواج العذاب، 1992
- حريق على ضفاف الأحلام، 1993
- قطار الأحلام، 1993
- شراع وعاصفة، 1998
- رحلة إلى شواطئ الجسد، 1999
- سفينة لا تحمل السلام، 2004
- سندباد في بحر الهوى